# Zora Beráková
Zora Beráková, občanským jménem Schillová (27. července 1921, Vsetín – 30. srpna 2020) je česká spisovatelka a překladatelka z ruštiny, němčiny, lužické srbštiny a maďarštiny. Je především autorkou historických románů a detektivních povídek, dříve psala i příběhy pro děti a poezii.

## Život
Narodila se ve Vsetíně, kde byl její otec JUDr. Václav Berák v letech 1920–1926 okresním hejtmanem. Po přestěhování do Prahy v roce 1926 zde absolvovala reálné gymnázium Charlotty Masarykové v Dušní ulici, krátce studovala ve Francii na dívčím gymnáziu v Besançonu. Za okupace studovala na Škole užitých umění (krajinářství, figurální malbu a teorii umění) a na Ukrajinské akademii výtvarných umění v Praze (malířství a sochařství). Po válce působila nějakou dobu jako tlumočnice v Německu v oblasti Horní a Dolní Lužice. Ve studiu pokračovala na Filozofické fakultě Univerzity Karlovy v Praze, kde si zvolila obor srovnávací literatura a slovanská filologie. Studia ukončila roku 1949 doktorátem (titul PhDr.), poté pracovala na ministerstvu informací a osvěty. Později se věnovala pouze překladatelské činnosti a literární tvorbě. Jako překladatelka též spolupracovala s rozhlasem, televizí a filmem. Byla dvakrát vdaná, má tři syny. Publikuje pod svým dívčím jménem.
Psala rovněž pod pseudonymem Zora O. Prokopová.
Je členkou Obce spisovatelů, Literárního klubu K89, Obce překladatelů a AIEP (Mezinárodní asociace autorů dobrodružné a detektivní literatury). Za román Konec hodokvasu dostala v roce 2005 cenu Františka Langera.

## Dílo
Zpočátku publikovala v různých časopisech a novinách, jako např. Dětská neděle, Stráž severu, Věstník Československého svazu žen, Pionýr, Sedmička a Větrník. Její první knižní publikací byla básnická sbírka Tři nejkrásnější (1944), knižní tvorbu pro děti zahájila novelou Smaragdový ostrov (1977). Později se věnovala psaní prózy pro dospělé, zejména detektivním povídkám a historickým románům. Přeložila kolem padesáti prozaických i básnických děl z různých jazyků.

### Detektivní povídky a romány
- Vražda v Perlovce. 2004
- Docela obyčejná vražda. 2005
- Vražda z nedočkavosti a další povídky. 2007
- Vražda podle detektivky. 2008
- Vraždy na objednávku. 2009
- Vražda na cizí účet. 2010 aj.

### Historické romány
- Plný pohár vína. 2004
- Konec hodokvasu. 2007
- Marné návraty. 2007
- Po meči i po přeslici. 2009
- Zimní královna. 2012
- Nekorunovaná královna. 2012
- Desátá múza. 2013

### Ostatní
- Osmý den stvoření. 1989
- Daleko do nebe. 1990
- Marné lásky. 2001
- Ozvěna. 2011

### Pro mládež
- Smaragdový ostrov. 1977
- Tajemná Oiniké. 2000
- Bára a faraon. 2002